# Friedhofskreuz (Courpiac)

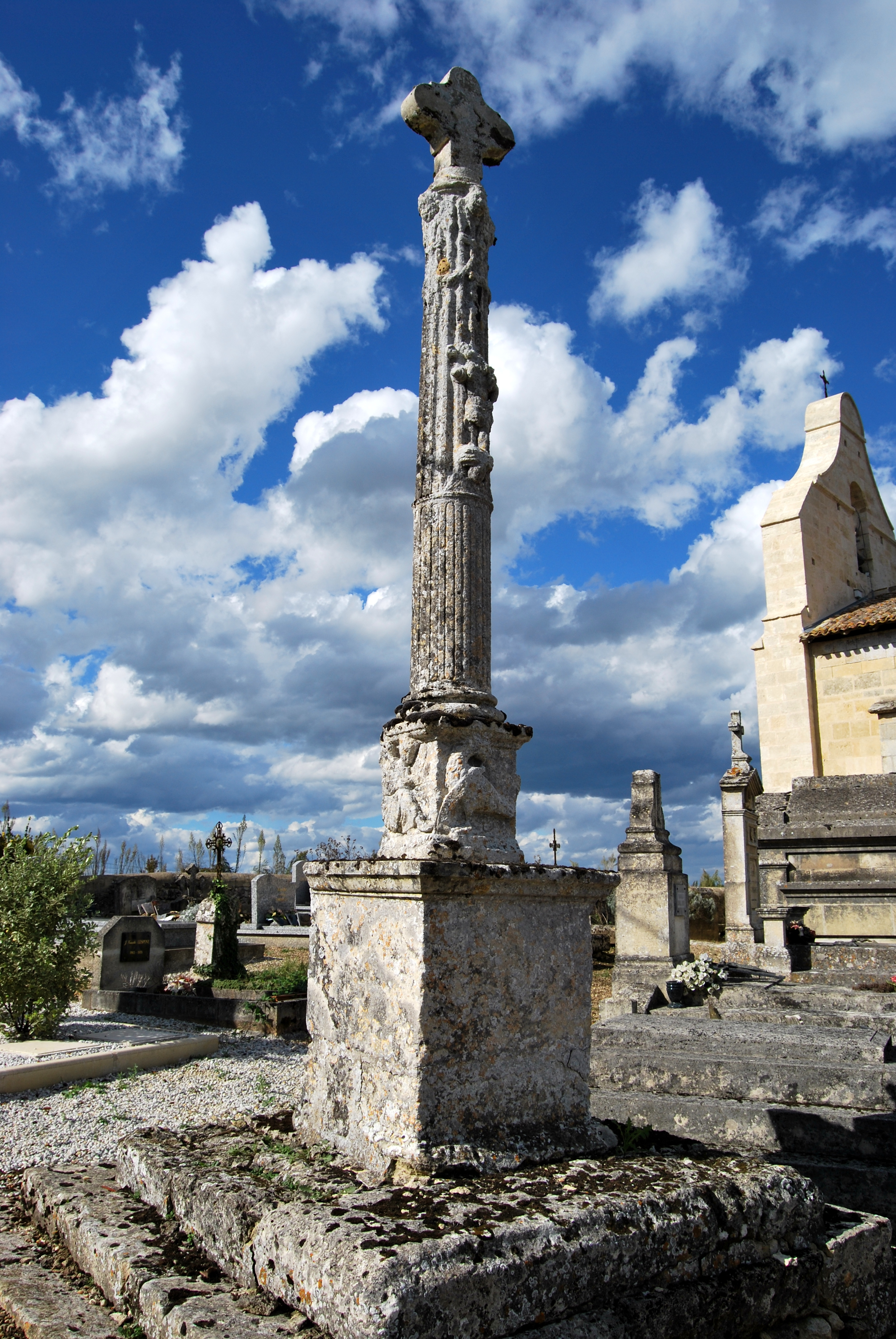
Friedhofskreuz in Courpiac

Das  Friedhofskreuz in Courpiac, einer französischen Gemeinde im Département Gironde in der Region Nouvelle-Aquitaine, wurde im 16. Jahrhundert errichtet. Im Jahr 2004 wurde das Kreuz als Monument historique in die Liste der Baudenkmäler in Frankreich aufgenommen.
Auf einem rechteckigen Sockel, der über zwei Stufen erreichbar ist, steht eine kannelierte Säule, die von einem Kreuz bekrönt wird. Das Kreuz wurde in späterer Zeit erneuert. Die Säule ist im Stil der Renaissance mit Bas-reliefs geschmückt, die die Symbole der Evangelisten, den heiligen Christophorus und mehrere Cherubinen darstellen. 